# Tama (kočka)
Tama (japonsky たま, 29. dubna 1999 – 22. června 2015) byla tříbarevná (želvovinová s bílou) kočka, která proslula tím, že působila jako přednosta stanice Kiši na soukromé dráze Kišigawa ve městě Kinokawa v japonské prefektuře Wakajama.

## Životopis
Narodila se v Kinokawě a žila nedaleko stanice Kiši, které hrozilo v roce 2004 uzavření a kde ji spolu s ostatními toulavými kočkami krmili cestující a Tošiko Kojamaová z blízkého obchodu. Kojamaová Tamu adoptovala a v roce 2006 byla oficiálně pověřena správou stanice ve snaze drážní společnosti snížit náklady. V lednu 2007 se přednostou stanice stala Tama, dostala zlatou jmenovku, čepici a později také vlastní kancelář, ze které měla za úkol vítat pasažéry. Jejím platem byl celoroční přísun krmiva. Počet cestujících ve stanici se oproti roku 2006 tímto krokem zvýšil o 17 % v lednu a v březnu o 10 %. Podle odhadu přinesla Tama místní ekonomice k roku 2008 přes miliardu jenů. Pozitivní vliv kočičích maskotů se nazývá „nekonomika“ z japonského výrazu pro kočku, neko. V roce 2009 dráha zavedla speciální soupravu s kresleným vyobrazením Tamy a v roce 2010 byla postavena nová staniční budova, která tvarem připomíná hlavu kočky.
Tama zemřela v červnu 2015 ve věku 16 let po osmi letech ve funkci na zástavu srdce. Dostalo se jí šintoistického pohřbu ve vlastní svatyni vedle stanice. Novou vedoucí stanice se stala její učednice Nitama. V den jejích osmnáctých narozenin změnil Google v některých zemích své logo na její kreslenou podobiznu.

## Galerie

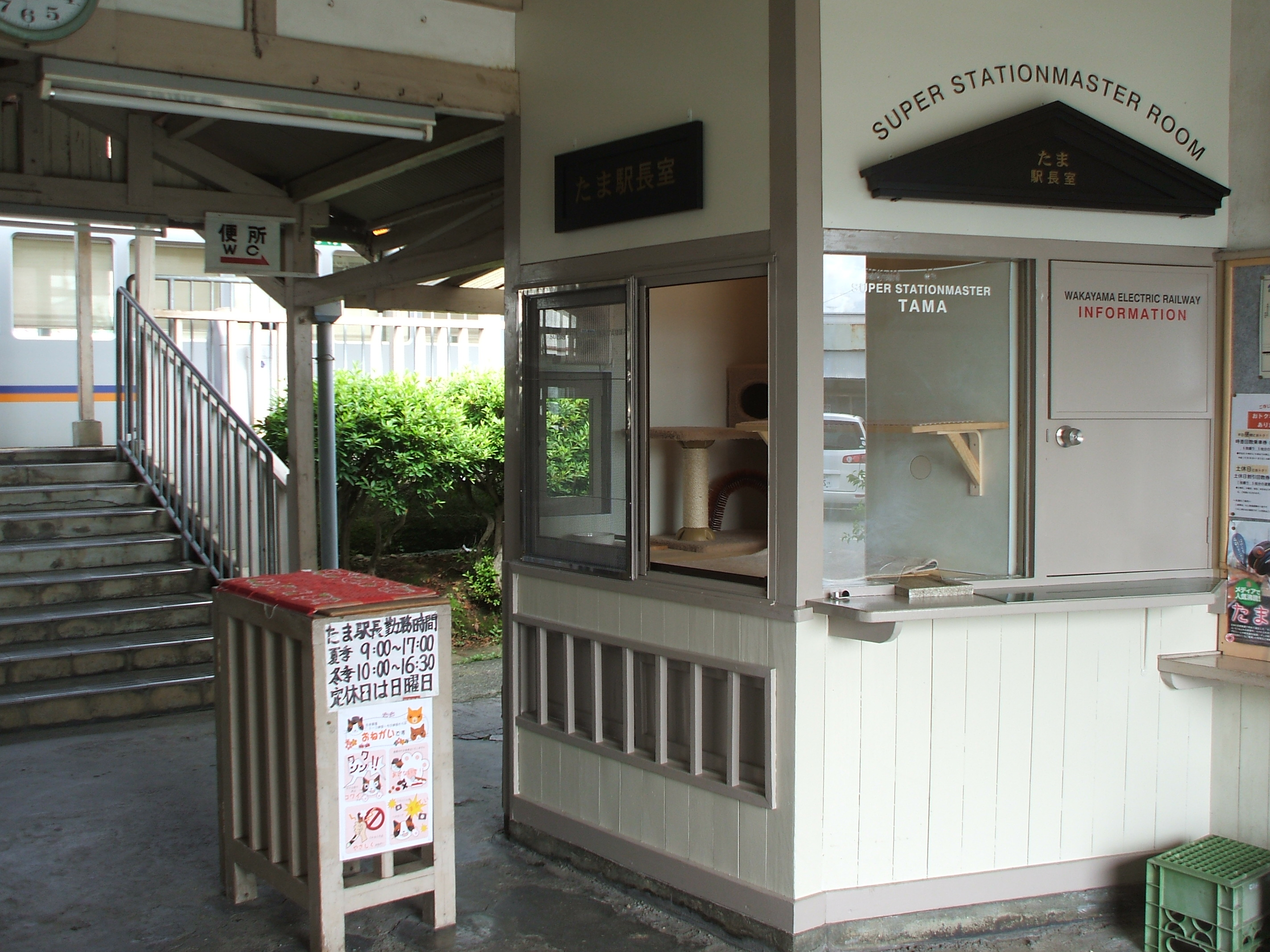
Interiér stanice Kiši, 2008
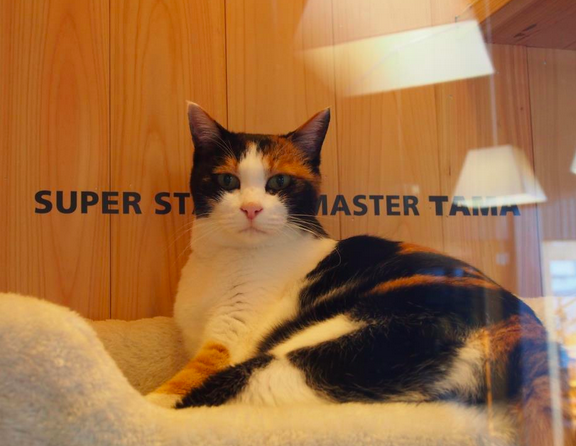
Tama ve své kanceláři, 2012
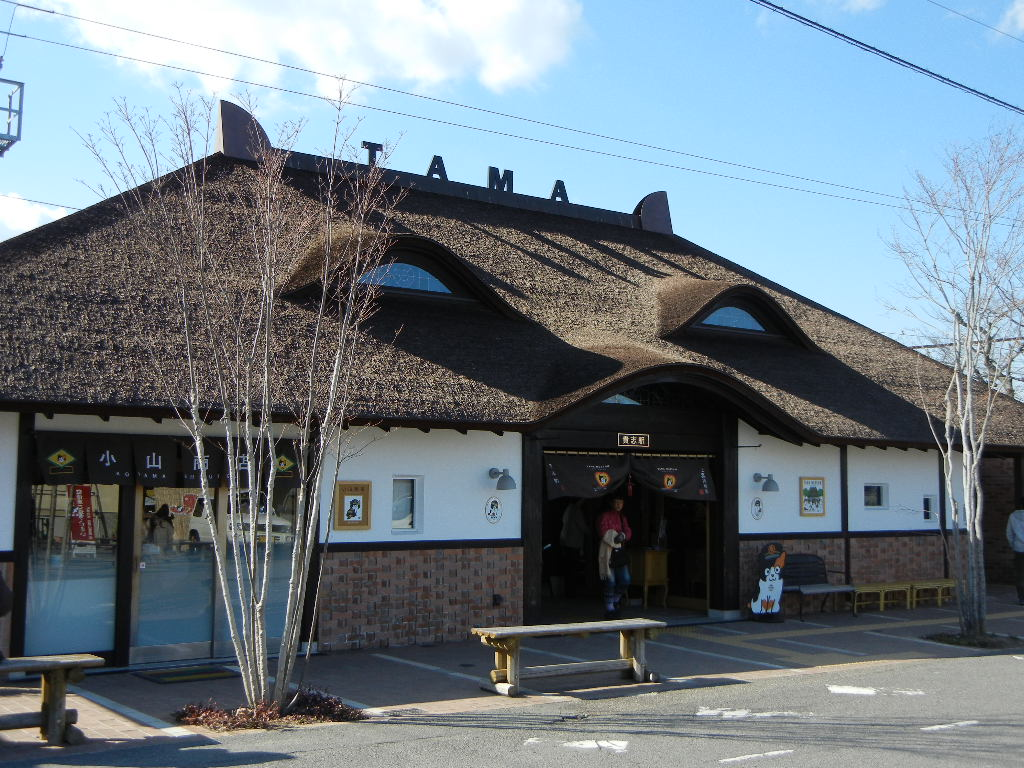
Nová budova stanice Kiši s maskotem, 2012
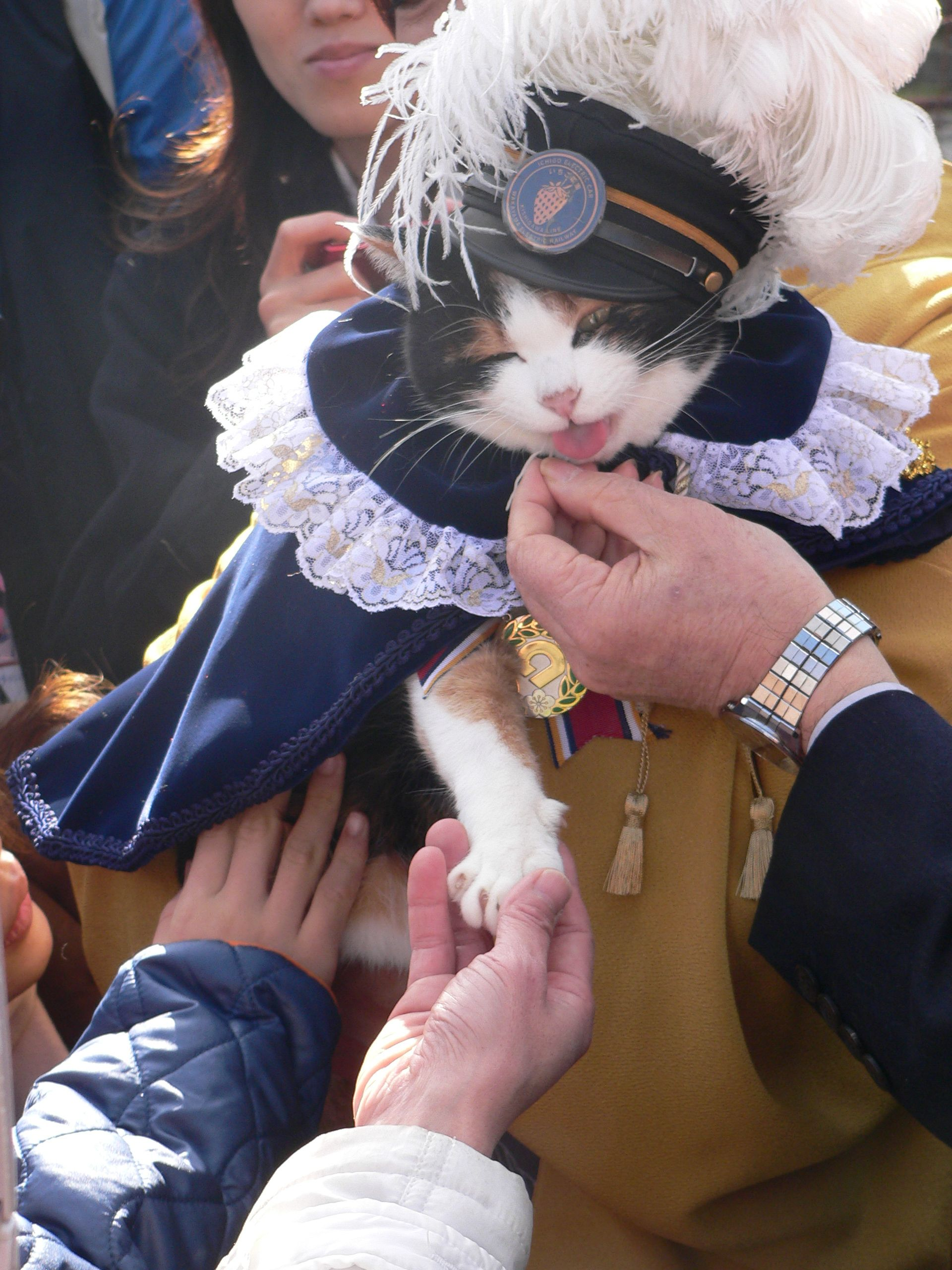
Tama v kostýmu, 2009
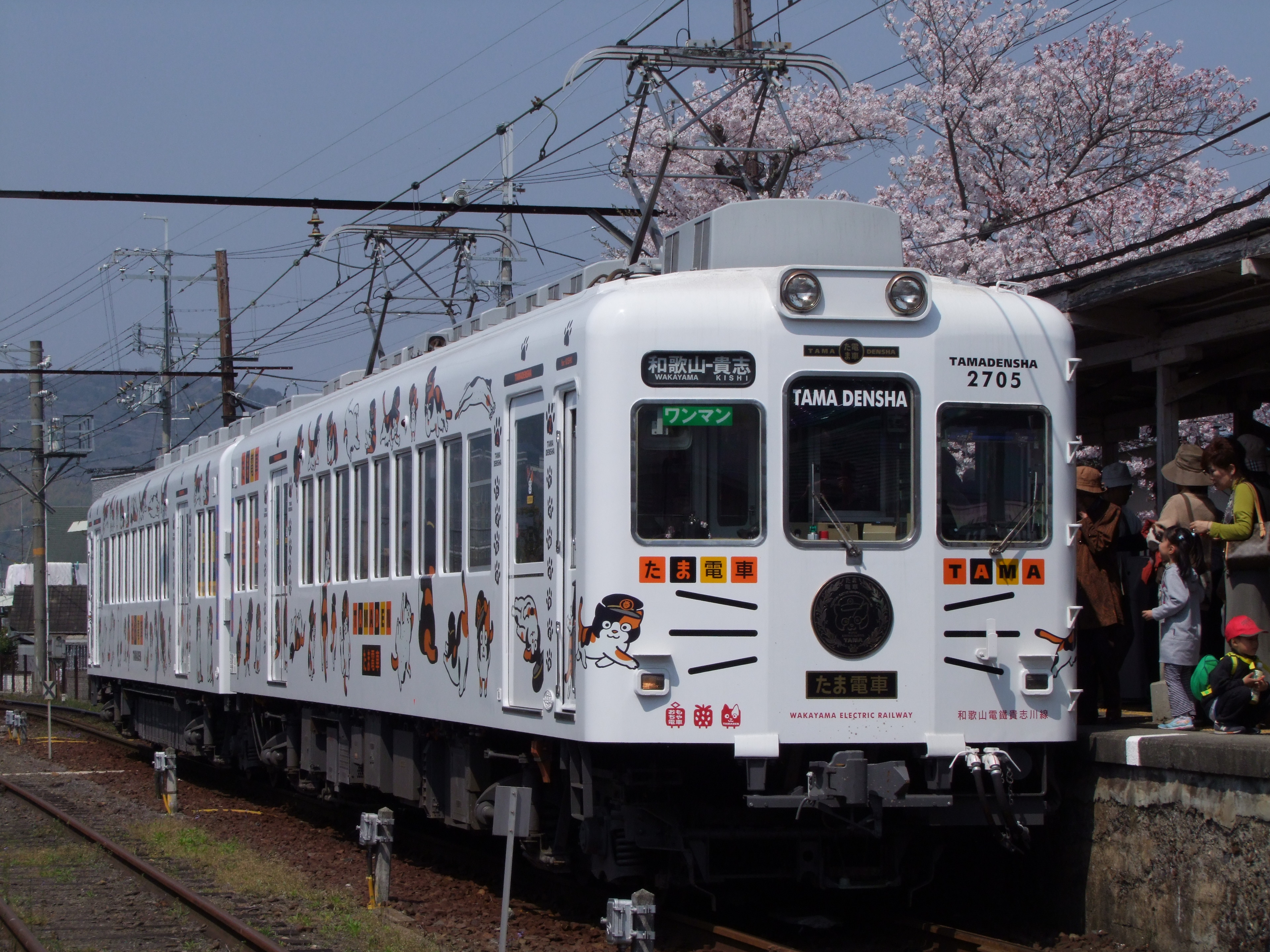
Vlaková souprava s tematickým potiskem, 2009